# العلاقات الأرمينية اللاتفية
العلاقات الأرمينية اللاتفية هي العلاقات الثنائية التي تجمع بين أرمينيا ولاتفيا.

## مقارنة بين البلدين
هذه مقارنة عامة ومرجعية للدولتين:
| وجه المقارنة                                              | أرمينيا                    | لاتفيا                                             |
| --------------------------------------------------------- | -------------------------- | -------------------------------------------------- |
| المساحة (كم2)                                             | 29.74 ألف                  | 64.59 ألف                                          |
| عدد السكان (نسمة)                                         | 2.93 مليون                 | 1.93 مليون                                         |
| الكثافة السكانية (ن./كم²)                                 | 98.52                      | 29.88                                              |
| العاصمة                                                   | يريفان                     | ريغا                                               |
| اللغة الرسمية                                             | لغة أرمنية                 | اللغة اللاتفية                                     |
| العملة                                                    | درام أرميني                | يورو، لاتس لاتفي، الروبل اللاتفي ‏، الروبل اللاتفي ‏ |
| الناتج المحلي الإجمالي (بليون دولار)                      | 11.54 مليار                | 30.26 مليار                                        |
| الناتج المحلي الإجمالي (تعادل القوة الشرائية) بليون دولار | 25.41 مليار                | 49.24 مليار                                        |
| الناتج المحلي الإجمالي الاسمي للفرد دولار أمريكي          | 3.49 ألف                   | 14.06 ألف                                          |
| الناتج المحلي الإجمالي للفرد دولار أمريكي                 | 8.07 ألف                   | 23.55 ألف                                          |
| مؤشر التنمية البشرية                                      | 0.743                      | 0.819                                              |
| رمز المكالمات الدولي                                      | +374                       | +371                                               |
| رمز الإنترنت                                              | .am، .հայ ‏                 | .lv                                                |
| المنطقة الزمنية                                           | ت ع م+04:00، توقيت أرمينيا | ت ع م+02:00، ت ع م+03:00، أوروبا/ريغا ‏             |

## مدن متوأمة
في ما يلي قائمة باتفاقيات التوأمة بين مدن أرمينية ولاتفية:
- ترتبط يريفان مع ريغا باتفاقية توأمة منذ 1998.[16][16][16][16]
- ترتبط آلاوردي مع داوغافبيلس باتفاقية توأمة منذ 2 أكتوبر 2012.

## منظمات دولية مشتركة
يشترك البلدان في عضوية مجموعة من المنظمات الدولية، منها:
| علم المنظمة | اسم المنظمة                               | تاريخ انضمام أرمينيا | تاريخ انضمام لاتفيا |
| ----------- | ----------------------------------------- | -------------------- | ------------------- |
|             | وكالة ضمان الاستثمار متعدد الأطراف        | 5 ديسمبر 1995        | 21 أغسطس 1998       |
|             | الأمم المتحدة                             | 2 مارس 1992          | 17 سبتمبر 1991      |
|             | الفريق المعني برصد الأرض                  | ?                    | ?                   |
|             | منظمة حظر الأسلحة الكيميائية              | ?                    | ?                   |
|             | منظمة التجارة العالمية                    | 5 فبراير 2003        | 1999                |
|             | منظمة الشرطة الجنائية الدولية             | ?                    | ?                   |
|             | منظمة الأمن والتعاون في أوروبا            | 30 يناير 1992        | 10 سبتمبر 1991      |
|             | مؤسسة التنمية الدولية                     | 25 أغسطس 1993        | 11 أغسطس 1992       |
|             | يونسكو                                    | 9 يونيو 1992         | 9 يوليو 1951        |
|             | مجلس أوروبا                               | 25 يناير 2001        | ?                   |
|             | الاتحاد البريدي العالمي                   | ?                    | ?                   |
|             | البنك الدولي للإنشاء والتعمير             | 16 سبتمبر 1992       | 11 أغسطس 1992       |
|             | الاتحاد الدولي للاتصالات                  | 30 يونيو 1992        | 11 ديسمبر 1921      |
|             | مؤسسة التمويل الدولية                     | 18 أبريل 1995        | 29 سبتمبر 1993      |
|             | المنظمة الأوروبية لسلامة الملاحة الجوية   | 2006                 | 2011                |
|             | المركز الدولي لتسوية المنازعات الاستشارية | 16 أكتوبر 1992       | 7 سبتمبر 1997       |

## وصلات خارجية
- موقع وزارة الخارجية الأرمينية
- موقع وزارة الخارجية اللاتفية